# Гібсон (округ, Індіана)
Шаблон:StateAbbr_ 38°19′ пн. ш. 87°35′ зх. д. / 38.31° пн. ш. 87.58° зх. д.
Округ  Гібсон (англ. Gibson County) — округ (графство) у штаті  Індіана, США. Ідентифікатор округу 18051.

## Історія
Округ утворений 1813 року.

## Демографія
За даними перепису 
2000 року 
загальне населення округу становило 32500 осіб, зокрема міського населення було 15166, а сільського — 17334.
Серед мешканців округу чоловіків було 15906, а жінок — 16594. В окрузі було 12847 домогосподарств, 9092 родин, які мешкали в 14125 будинках.
Середній розмір родини становив 2,98.
Віковий розподіл населення поданий у таблиці:
| Стать    | До 15 років | 15-21 | 22-29 | 30-39 | 40-49 | 50-65 | 65-85 | Понад 85 |
| -------- | ----------- | ----- | ----- | ----- | ----- | ----- | ----- | -------- |
| Чоловіки | 3317        | 1673  | 1516  | 2333  | 2558  | 2509  | 1817  | 183      |
| Жінки    | 3254        | 1498  | 1441  | 2229  | 2507  | 2619  | 2547  | 499      |

## Суміжні округи
- Пайк — схід і північний схід
- Воррік — південний схід і схід
- Вандерберг — південь
- Поузі — південний захід і захід
- Вайт, Іллінойс — захід
- Вабаш, Іллінойс — північний захід і захід
- Нокс — північ і північний захід

## Виноски
1. ↑  U.S. Decennial Census. United States Census Bureau. Архів оригіналу за 26 квітня 2015. Процитовано 10 липня 2014.
2. ↑  Historical Census Browser. University of Virginia Library. Архів оригіналу за 11 серпня 2012. Процитовано 10 липня 2014.
3. ↑  Population of Counties by Decennial Census: 1900 to 1990. United States Census Bureau. Архів оригіналу за 4 жовтня 2014. Процитовано 10 липня 2014.
4. ↑  Census 2000 PHC-T-4. Ranking Tables for Counties: 1990 and 2000 (PDF). United States Census Bureau. Архів оригіналу (PDF) за 18 грудня 2014. Процитовано 10 липня 2014.
5. ↑  Gibson County QuickFacts. Бюро перепису населення США. Архів оригіналу за 7 червня 2011. Процитовано 17 вересня 2011.(англ.) Наведено за англійською вікіпедією.
6. ↑  American FactFinder. Бюро перепису населення США. Архів оригіналу за 26 лютого 2012. Процитовано 31 січня 2008.

| США | Це незавершена стаття з географії США. Ви можете допомогти проєкту, виправивши або дописавши її. |